# Syphon Filter: Dark Mirror
Syphon Filter: Dark Mirror é um jogo eletrônico de tiro em terceira pessoa desenvolvido pela SCE Bend Studio e publicado pela Sony Computer Entertainment. É o quinto título da série Syphon Filter e foi lançado para PlayStation Portable em março de 2006 na América do Norte e em setembro na Europa, com uma conversão para PlayStation 2 estreando no ano seguinte.